# 汉渠
汉渠，位于宁夏回族自治区吴忠市青铜峡市、利通区、灵武市，是中华人民共和国宁夏回族自治区文物保护单位之一。
2010年12月6日，授予宁夏回族自治区文物保护单位，是一座古建筑。